# Ginnastica attrezzistica
La ginnastica attrezzistica è uno sport praticato principalmente in Svizzera, simile alla ginnastica artistica, ma con delle piccole differenze . Gli attrezzi utilizzati sono: la sbarra, il suolo, gli anelli oscillanti (solo a partire dal 2° test), i salti (sempre con il trampolino) e per i maschi anche la parallela. Ci sono sette test; senza contare le categorie "uomini" e "donne" che la praticano gli atleti di età maggiore (categorie superiori, a partire dal 5° test) Le gare non vengono effettuate molte volte all'anno. 
Nella ginnastica attrezzistica i principali fattori sono la muscolarità di tricipiti e bicipiti e piena scioltezza articolare, che può essere acquisita solo con allenamento fin dalla tenera età di 7-8 anni con costanza e volontà.

## Attrezzi

### Sbarra
La sbarra nell'attrezzistica è leggermente diversa dall'artistica. Nell'attrezzistica c'è una sbarra sola, all'altezza delle spalle la maggior parte delle volte per le ragazze, mentre dal 3º test per i maschi ad un livello molto più alto. l'altezza di essa per le ragazze può cambiare a dipendenza dell'esercizio che devono compiere. Nell'artistica invece le sbarre possono essere una o due (maschile e femminile), e si trovano tutte ad un'altezza elevata. Un lavoro alla sbarra implica oscillazioni effettuate con la spinta del corpo e buona presa delle mani sull'asta; è obbligatorio che il volo verso l'atterraggio sia in avanti, ma in volo ci si può voltare ed eseguire capovolte ecc. all'indietro. 

### Salto
Nel trampolino è fondamentale la potenza della rincorsa e la tenuta del corpo del ginnasta. Sostanzialmente è dover correre diversi metri, saltare sul trampolino e, con la spinta acquisita dal trampolino, fare acrobazie in aria. I primi salti sono la candela (saltare diritti in alto) e il pesce (come tuffarsi a testa ma facendo una capriola alla fine). Dopodiché si passa ad esercizi più complicati: i mortali.

### Suolo
Nella ginnastica attrezzistica il suolo è solamente una "striscia", non un "quadrato" come nell'artistica. Nel suolo il corpo non deve essere troppo rigido. Gli esercizi dei test inferiori si aggirano su capriole avanti e indietro, ruote di diverso tipo, verticali varie, ecc. Mentre nei test superiori gli esercizi assomigliano di più a quelli dell'artistica.

### Anelli
Gli anelli a differenza di quelli maschili dell'artistica sono oscillanti. Come nell'artistica ci devono essere esercizi di forza, ma soprattutto di fluidità e dinamismo. È fondamentale la tenuta del corpo e la scioltezza nei bilanciamenti e per i test inferiori per fare le piante e le dislocazioni. 